# Malam Cavus
Il Malam Cavus è una formazione geologica della superficie di Marte.